# Floraen på Mont Ventoux
Floraen på Mont Ventoux i Provence er rig og enestående på grund af bjergets topografi med en nordvendt og en sydvendt langside. Mont Ventoux er en isoleret kalkstensknold på positionen 44°10' N, 5°17' Ø., og det danner den yderste, sydvestlige forpost for Vestalperne. Det betyder bl.a., at bjerget ligger 40 km vest for det nærmeste høje bjerg (Signal de Lure).
Den sydvendte side har sydhæld, hvad der medfører en øget solindstråling, der giver gode vilkår for plantelivet. Det har derfor mange træk fælles med floraen langs kysten af det vestlige Middelhav. Den nordvendte side har derimod nordhæld, hvad der giver nedsat indstråling og derfor mer barske, klimatiske forhold, der skaber betingelser for en mere centraleuropæisk præget flora.
Floraen på Mont Ventoux er på UNESCO's liste over biosfærereservater. 

## Almindeligt forekommende arter
- Acer opalus vokser i de fugtige områder i egeskovsbæltet.
- Akselrøn (Sorbus aria) findes i bøgeskovsbæltet.
- Aleppofyr (Pinus halepensis) vokser på sydsiden.
- Almindelig agermåne (Agrimonia eupatoria) vokser ved foden af bjerget.
- Almindelig ask (Fraxinus excelsior) findes langs vandløbene.
- Almindelig buksbom (Buxus sempervirens) findes op til 1500 m.
- Almindelig bøg (Fagus sylvatica) danner et karakteristisk bælte mellem1000 m og 1 500 m højde.
- Almindelig cikorie (Cichorium intybus) findes langs vejkanterne.
- Almindelig ene (Juniperus communis) er meget almindelig over 500 m.
- Almindelig knopurt (Centaurea jacea) er hyppig langs vejkanterne.
- Almindelig kristtorn (Ilex aquifolium) findes på bjerget , men spredt.
- Almindelig skovranke (Clematis vitalba) er almindelig i de køligste skove.
- Almindelig ædelgran (Abies alba) er mest almindelig i bøgeskovsbæltet på nordsiden.
- Almindelig hjulkrone (Borago officinalis) er sjælden på bjerget.

- Alpeguldregn (Laburnum alpinum) findes i bøgeskovsbæltet.
- Arenaria aggregata almindelig nær toppen.
- Atlasceder er naturaliseret på sydskråningen siden 1865.
- Blæresmælde (Silene vulgaris) er meget almindelig på fugtige steder.
- Blå anemone (Hepatica nobilis) overalt under skovene.
- Coronilla emerus findes under egeskovene.
- Cytisus sessilifolius vokser i kølige skove.
- Druehyld (Sambucus racemosa) findes I ege- og bøgeskovsbælterne.
- Duneg (Quercus pubescens) er skovdannende på den nederste del af bjerget.
- Engriflet hvidtjørn (Crataegus monogyna) som vokser spredt overalt
- Fransk bjergfyr (Pinus mugo var. uncinata) findes i de højeste skove.
- Fransk løn (Acer monspessulanum) findes i egeskovsbæltet.
- Følfod (Tussilago farfara) på køligt-fugtige steder op til 1200 m.
- Gederams (Chamaenerium angustifolium) er almindelig under bøgeskoven.
- Genista cinerea vokser på østeneden af bjerget.
- Genista scorpius på stenede, solrige, men fugtige steder.
- Gråfiltet bakketidsel (Carlina acanthifolia) på sæterne over ege- og bøgeskoven.
- Gul reseda (Reseda lutea) findes langs skovstierne.
- Havemalurt (Artemisia absinthium) findes på bjergets østlige ende.
- Havetimian (Thymus vulgaris) findes op til 1500 m mod vest og op til 1200 m mod øst.
- Hedemelbærris (Arctostaphylos uva-ursi) danner store pletter i bæltet op mod toppen.
- Hunderose (Rosa canina) findes i bøgeskovsbæltet.
- Middelhavsene (Juniperus oxycedrus) findes på de laveste og mest solrige steder.

- Kermeseg (Quercus coccifera) danner lavt krat på de varemste steder.
- Krap (Rubia tinctorum) er spredt fra dyrkning.
- Lactuca perennis på græssede områder op til 1800 m.
- Lavandin (Lavandula angustifolia x latifolia) er spredt fra dyrkning.
- Lavandula latifolia på bjergets varmeste steder.
- Middelhavsvortemælk (Euphorbius characias) er meget almindelig på stenede, solrige partier.
- Navr (Acer campestre) findes i ege- og bøgeskovsbælterne.
- Pibekvalkved (Viburnum lantana) findes på solrige steder.
- Rosmarin (Rosmarinus officinalis) findes mest på de lave dele af bjergets sydvestlige ende.
- Rumex scutatus findes i gruset nær toppen.
- Rundbladet bærmispel (Amelanchier ovalis) findes op til 1700 m.
- Skovfyr (Pinus sylvestris) mødes overalt, men mest mellem 1200 og 1500 m højde på den sydvestlige ende.
- Slåen (Prunus spinosa) er almindelig op til bøgeskovsbæltet.
- Smalbladet timian (Thymus serpyllum) findes især på de højeste dele af bjerget.

- Spartium junceum findes på de nederste dele af bjerget.
- Steneg (Quercus ilex) findes op til ca. 1200 m.
- Stinkende nyserod (Helleborus foetidus) er overalt på bjerget i træernes skygge.
- Stor knopurt (Centaurea scabiosa) findes på dyrkede områder og vejkanter.
- Strandfyr (Pinus pinaster) findes nederst, men kun på udvasket kisel.
- Tornet knopurt (Centaurea solstitialis) på fugtige områder sydøst for bjerget.
- Vild gulerod (Daucus carotta) er almindelig på fugtige områder.
- Vintereg (Quercus petraea) er skovdannende sammen med Almindelig Bøg.
- Vintersar (Satureja montana) er meget almindelig på solrige steder.
- Weichseltræ (Prunus mahaleb) vokser op til bøgeskovsbæltet.
- Ægte lavendel (Lavandula angustifolia) vokser mellem 500 m og 1500 m.

## Sjældne arter
Hovedparten af arterne, som vokser nær toppen af Ventoux, findes også i Alperne og Pyrenæerne. Men visse meget sjældne arter hører udelukkende hjemme på Ventoux.
- Allium narcissiflorum vokser på nordsiden op til 1800 m højde. Den findes også i Vestalperne.
- Almindelig røn (Sorbus aucuparia) danner skovgrænse på nordsiden.
- Alpetorskemund findes på nordsiden nær toppen.
- Alyssum cuneifolium findes I gruset på toppen. Arten kan også træffes i de østlige Pyrenæer.
- Androsace chaixii vokser i bøgeskoven på nordsiden, men også I andre af Vestalperne.
- Androsace villosa vokser i gruset nær toppen af Ventoux og på andre europæiske bjerge.
- Androsace vitaliana findes de same steder.
- Aquilegia bertolinii findes i gruset på nordsiden af Ventoux og i Vestalperne.
- Campanula alpestris vokser på nordsidens klipper.
- Crepis pygmea er en sjælden alpe- og pyrenæerart, som også vkser nær toppen af Ventoux.
- Eryngium spinalba er meget sjælden og vokser kun i Vestalperne og i gruset nær toppen af Ventoux.
- Euphorbia seguieriana findes kun nær toppen af Ventoux.
- Genista pulchella-villarsii findes i forblæste revner op til 1200 m.
- Globularia repens er tæppedannende mellem 400 m og 1700 m.
- Haveforglemmigej (Myosotis alpestris) findes nær toppen.
- Iberis candolleana vokser kun nær toppen af Ventoux og på nogle nærliggende bjerge.
- Kranslilje (Lilium martagon) findes – meget spredt – i nordsidens ege- og bøgeskove.
- Leucojum fabrei er endemisk for sydsiden af Ventoux.
- Minuartia capillacea findes I lysåbne klipperevner
- Papaver alpinum vokser nær toppen.
- Paronychia kapela vokser på solrige klipper.
- Potentilla cinerea findes på den vestlige skråning op til 900 m.
- Purpurstenbræk (Saxifraga oppositifolia) vokser i sten på den nordlige side.
- Saxifraga callosa vokser på stejle, nordvendte klippeskrænter.
- Saxifraga exarata findes på klipperne nær toppen.
- Silene vallesia findes langs bjergkammen over 1480 m.
- Stivbladet draba (Draba aizoides) er temmelig almindelig nær toppen.
- Sølvbakketidsel (Carlina acaulis ssp. simplex) findes i grusede områder og i lysninger under bøgeskovene.
- Viola cenisia vokser på lysåbne skråninger på begge sider af Ventoux og et enkelt andet bjerg I nærheden.